# Broozer
Broozer est un groupe de sludge metal australien, originaire de Melbourne.

## Biographie
Le groupe est formé en 2010. En 2012, le groupe participe au Bastardfest, avant de participer au Slaughterfest à Sydney en 2013. En 2012, Grindhead Records publie son premier album, 12.04.12, enregistré sous la direction de Jason Fuller dans les studios Goatsound de Melbourne. Le même label publie son deuxième album, II, en 2015. Jusqu'à présent, au cours de sa carrière, le groupe joue notamment avec Beastwars, Monarch!, Blood Duster, Psycroptic, King Parrot, Captain Cleanoff et participe également à des festivals comme le Bloodrock Fest à Perth ou le Comafest à Sydney.

## Style musical
Selon Brian Giffin dans son Encyclopedia of Australian Heavy Metal, le groupe joue du sludge metal lourd et techniquement un peu exigeant. Robyn Morrison de heavymag.com.au déclare dans sa critique de II que le groupe avait plus en commun avec des groupes comme Exhorder ou Autopsy qu'avec Acid Bath par exemple. La basse, qui sonne parfois comme une fuzz, est particulièrement frappante dans les chansons. Les chansons oscilleraient entre grooves et passages plus proches du death metal ou du death metal old school. Des samples de films sont utilisés dans certaines chansons et des incursions dans le punk hardcore sont également caractéristiques. Le groupe joue certes du sludge, mais il est présenté avec la rigueur et l'attitude du death metal. Benjen Merritt de metalobsession.net a également fait une critique de l'album et a constaté que Broozer ne s'égare pas dans le stoner metal ou le rock psychédélique comme d'autres groupes de sludge, mais reste fidèle au genre. Il utilise des riffs simples et puissants et un chant agressif. Les riffs donneraient une impression de chaos. Dans les chansons, le groupe utilise parfois des indications de mesure impaires. 

## Discographie
- 2012 : 12.04.12 (album, Grindhead Records)
- 2015 : II (album, Grindhead Records)